# Christoph Heinrich Amthor

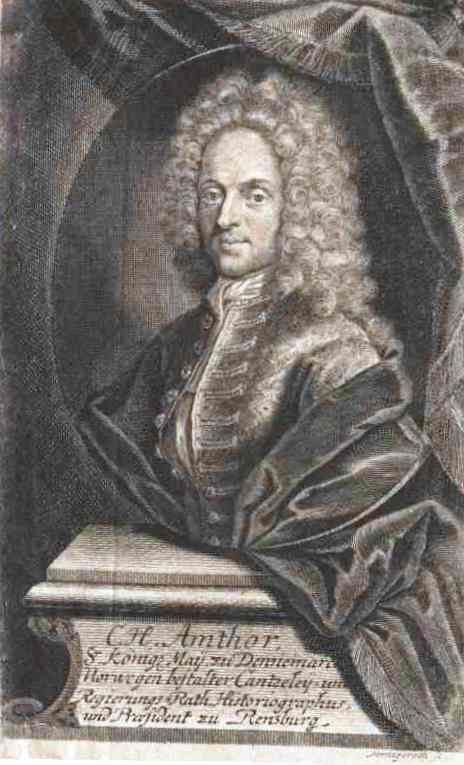
C. H. Amthor

Christoph Heinrich Amthor (getauft 14. Dezember 1677 in Stolberg; † 21. Februar 1721 in Kopenhagen) war ein deutscher Lyriker und Übersetzer des Barocks. Er schrieb eine der ersten systematischen Darstellungen der Ökonomie.

## Leben
Amthors Vater war Joachim Ulrich Amthor (1631–1694), gräflich-stolbergischer Hofrat und Kanzler, seine Mutter Anna Maria Parthesius (1654–1690). Amthor wurde von einem Onkel in Rendsburg erzogen. Er studierte Rechtswissenschaften in Kiel, wo er von 1704 bis 1713 Nachfolger seines zweiten Schwiegervaters wurde, Professor Nikolaus Martini. In erster Ehe war Amthor mit Anna Görritz verheiratet, die 1702 starb.
Seine Dissertation wurde 1706 von der orthodoxen lutherischen Geistlichkeit scharf angegriffen, Amthor der Vorwurf des Atheismus gemacht. Seine Parteinahme für die dänische Regierung führte zu seiner Ernennung zum Historiographen und Präsident und Amtmann von Rendsburg durch König Friedrich IV. von Dänemark. Ab 1713 war er einer der ersten Räte am Obergericht Gottorf. Amthor schrieb in der Folge mehrere pro-dänische Traktate wie 1714 den Historischen Bericht von dem vormaligen und gegenwärtigen Zustande der schleswig-holsteinischen Ritterschaft und 1715 den anti-gottorfischen De jure und facto gegründeten Beweis der vielfältigen Treulosigkeiten, so das königlich dänische Haus von dem fürstlich holsteinischen-gottorpischen bisher erlitten.
Die Veröffentlichung eines Bandes mit Hofpoesie (Der in allen seinen Zweigen verherrlichte königliche oldenburgische Stammbaum) brachte Amthor 1716 die Berufung als Justizrat nach Kopenhagen. Als besonderer Gunstbeweis des Königs galt die Zuweisung einer Wohnung in Schloss Rosenborg. Eine Geschichte Christians V. von Dänemark blieb ungedruckt. Amthor veröffentlichte gelegentlich unter dem Pseudonym Anastasius Sincerus.

## Werk
Als Amthors bedeutendste Arbeit gilt das 1716 veröffentlichte Project der Oeconomic in Form einer Wissenschaft, das eine der ersten systematischen Darstellungen der Ökonomie im Verhältnis zu den anderen Wissenschaften darstellt. Amthor kennt bereits den Begriff der Politischen Ökonomie, die er einerseits als die der Privathaushalte definiert, andererseits als die von Städten und Ländern, die durch Polizeiordnung in gutem Stand gehalten werden soll. Amthors positiver Arbeitsbegriff wird bereits in Paragraph Eins des Werkes deutlich: Alle Menschen sind zur Arbeit geboren.
Sein Poetischer Versuch Einiger Teutscher Gedichte und Übersetzungen ist eine Sammlung von Gelegenheitsgedichten, darunter Staats-, Gratulations-, Hochzeits- und Trauergedichte (u. a. auf den Tod seiner ersten Frau), und geistlichen Gedichten. Daneben enthält der Band eine Übersetzung aus dem 1. und 4. Buch der Aeneis in gereimten Alexandrinern. Amthors Schaffen wurde von seinen Zeitgenossen Johann Christoph Gottsched und Johann Jakob Bodmer in deren Poetiken erwähnt, Georg Philipp Telemann vertonte fünf seiner Gedichte.
Die Literaturkritik urteilte sehr hart über Amthors Gedichte und Übersetzungen: Christoph Daniel Ebeling nannte sie bereits 1768 ein Ueberbleibsel von Lohensteinischem Geschmack voll Schwulst, aber possierlich erhaben, alles gleich weitschweifig und gleich matt. Rochus von Liliencron nannte sie im 19. Jahrhundert in seinem Artikel für die Allgemeine Deutsche Biographie elende Machwerke zum Teil sehr unsauberer Art.

## Werke
- Dissertatio politica de habitu superstitonis ad vitam civile. Universität Kiel, 1706.
- De obstagio tractatus juridicus: ad mores Schlesvicensium et Holsatorumpotissimum adornatus. Reuter, Kiel, 1712.
- Historischer Bericht von dem vormaligen und gegenwärtigen Zustande der schleswig-hollsteinischen Ritterschaft und ihrer Privilegien. Aus beglaubten und theils geheimen Uhrkunden zusammen getragen. Rendsburg, 1714.
- De jure und facto gegründeter Beweis der vielfältigen Treulosigkeiten, so das königlich dänische Haus von dem fürstlich holsteinischen-gottorpischen bisher erlitten. 1715.
- Der in allen seinen Zweigen verherrlichte königliche oldenburgische Stammbaum. Gedichte, 1716.
- Project der Oeconomic in Form einer Wissenschaft nebst einem unmaßgeblichen Bedenken wie diese Wissenschaft beides in Theorie und Praxis mit mehreren Fleiß und Nutzen getrieben werden könne. Renger, Frankfurt und Leipzig, 1716.
- Poetischer Versuch Einiger Teutscher Gedichte und Übersetzungen. Bosseck, Flensburg 1717; 2. vermehrte Auflage. Rendsburg, 1734 (Enthält Übersetzung aus dem 1. und 4. Buch der Aeneis).
- Collegium Homilecticum De Jure Decori. 1730.